# Вім ван Ек
Вілгелмюс Мартінус «Вім» ван Ек (нід. Wilhelmus Martinus «Wim» van Eek; 13 березня 1893, Батавія — травень 1967) — нідерландський футболіст, який грав на позиції воротаря. Найбільш відомий як гравець клубів ГВК з Вагенінгена і «Гарлема».
Був членом збірної Нідерландів на Олімпійських іграх 1912, але на турнірі не зіграв і не отримав бронзову медаль.

## Футбольна кар'єра
У вересні 1909 року Вім ван Ек вступив у футбольний клуб ГВК з міста Вагенінген. На той момент він проживав на півночі від міста у селищі Беннеком. У віці шістнадцяти років став воротарем другої команди ГВК, а через рік грав вже за основний склад. У дебютному сезоні посів із клубом перше місце у східному дивізіоні чемпіонату Нідерландів і був учасником двох чемпіонських матчів зі «Спартою», які завершилися перемогою роттердамської команди. У сезоні 1911-12 його команда знову була найсильнішою на сході країни і вийшла у фінал чемпіонату, в якому вдруге поступилася чемпіонським титулом «Спарті». У квітні 1912 року, ще до закінчення сезону, ван Ек у складі клубу «Гарлем» вирушив до Швейцарії, де взяв участь у товариському матчі з «Серветтом».
У травні 1912 зіграв за збірну Східних Нідерландів проти збірної Західної Німеччини, а в червні захищав ворота олімпійської збірної в матчі проти збірної Східної Нідерландів. На Олімпійські ігри в Стокгольмі вирушив як дублер Юста Гебеля і не зіграв на турнірі.
У серпні 1912 року остаточно перейшов у «Гарлем». Першу гру в чемпіонаті провів 29 вересня в першому турі проти ГБС (Гаага), зустріч завершилася гостьовою поразкою його команди з рахунком 2:4. «Гарлем» за підсумками сезону посів третє місце у західному дивізіоні та не зміг вийти у фінальну частину чемпіонату. У складі «Гарлема» виступав протягом двох з половиною років, а наприкінці лютого 1915 року залишив команду і вирушив до Голландської Ост-Індії.

## Особисте життя
Вім народився у березні 1893 року в місті Батавія на території Голландської Ост-Індії. Батько — Йоганнес Вілгелмюс ван Ек, був родом з Гарлема, мати — Марія Теодора Адолфіна ван ден Берг, народилася в Палембангу. Батьки одружилися в травні 1892 року в Гарлемі. На момент одруження батько був фармацевтом другого класу в ост-індській армії, а пізніше став директором опіумної фабрики в Батавії. У їх сім'ї виховувалося ще четверо дітей: дочки Генріетта Аугюста та Ганна Маргарета, сини Корнеліс та Теодор.
Одружився у віці двадцяти трьох років — його дружиною стала 20-річна Жанетта Матілда Елізабет Бюргарц, уродженка Луманджанга. Їхній шлюб був зареєстрований 21 листопада 1916 року в Батавії. У червні 1920 року в Бандунгу в їх сім'ї народився син Йоган Віллем, а в 1923 народилася дочка на ім'я Жанна.
В 1939 став директором тютюнової компанії Koloniale Tabak Import Maatschappij.
Його сестра Генріетта Аугюста вийшла заміж за футболіста Юра Гака — під час Другої світової війни вони були членами Руху опору і померли в концтаборах. Його племінник Боб Хак став мистецтвознавцем і був одним з ініціаторів створення дослідницького проекту Рембрандта.
Помер у травні 1967 року у віці 74 років. Його дружина померла 25 вересня 1971 року в Рейсвейку у віці 75 років.

## Титули і досягнення
- Бронзовий призер Олімпійських ігор (1):

Нідерланди: 1912 (як запасний)
- Срібний призер чемпіонату Нідерландів (2):

ГВК (Вагенінген): 1911, 1912